# Judith Brito
Judith Brito (Itatiba, São Paulo, 1958) es una politóloga y periodista brasileña. Obtuvo su licenciatura en administración pública por la Fundación Getulio Vargas, y una maestría en ciencia política por la Pontificia Universidad Católica. Desarrolla actividades profesionales para el grupo Folha de São Paulo y fue presidenta de la Asociación Nacional de Diarios.
Judith Brito trabajó como investigadora en ciencia política en la década de 1980, en el Centro Brasileño de Análisis y Planeamiento, y en el desaparecido Instituto de Estudios Económicos, Sociales y Políticos de São Paulo. Enseñó por cuatro años en la Fundación Getúlio Vargas.
En las elecciones de 1982 participó al cargo de concejala por el Partido dos Trabalhadores.
Judith sostiene que los medios de comunicación han tomado el papel de la oposición a los gobiernos populares de Lula y de Dilma:

«La libertad de prensa es un bien común que no debe ser limitado. En este derecho general, el contrapunto es siempre una cuestión de responsabilidad de los medios y, por supuesto, los medios de comunicación están haciendo, de hecho, el papel de la oposición en este país, ya que la oposición se halla profundamente debilitada. Y este papel de oposición y de investigación, sin duda, molesta mucho al gobierno».

## Obras publicadas
- Judith Brito, Ricardo Pedreira (2010).  ANJ-Associação Nacional de Jornais, ed. As melhores primeiras páginas dos jornais brasileiros (en portugués). p. 216. ISBN 8562795011.
- Judith Brito (2010).  Independent Publisher, ed. Las Mágicas Aventuras de Sebastian Y Su Abuelito (en portugués). ISBN 1450716547.
- Judith Brito (2005). Mãe é Mãe (en portugués). ISBN 85-7402-566-6.
- Judith Brito (2006). Ah! O Amor... (en portugués). ISBN 85-7402-725-1.